# Hemidendroides peyroni
Hemidendroides peyroni es una especie de coleóptero de la familia Pyrochroidae.

## Distribución geográfica
Habita en Líbano.